# Heterostemma xuansonense
Heterostemma xuansonense är en oleanderväxtart som beskrevs av T.B.Tran och J.Hw.Kim. Heterostemma xuansonense ingår i släktet Heterostemma och familjen oleanderväxter. Inga underarter finns listade i Catalogue of Life.